# マリア・フォン・ザクセン (1515-1583)
マリア・フォン・ザクセン（Maria von Sachsen, 1515年12月15日 - 1583年1月7日）は、ポメラニア公フィリップ1世の妃。

## 生涯
マリアは、ザクセン選帝侯ヨハン（1468年 - 1532年）と、その2番目の妃でアンハルト＝ツェルプスト公ヴァルデマール6世の娘マルガレーテ・フォン・アンハルト＝ケーテン（1494年 - 1521年）との間に長女として生まれた。
1536年2月27日にトルガウにおいてポメラニア公フィリップ1世（1515年 - 1560年）と結婚した。二人の結婚の様子は、いわゆるクロイ・タペストリーに描かれており、これには新郎新婦とその家族に加えて、宗教改革者のヨハネス・ブーゲンハーゲン、マルティン・ルターおよびフィリップ・メランヒトンも描かれている。このタペストリーはクラナッハの工房で製作され、現在はグライフスヴァルトのポンメルン州立博物館に所蔵されている。式典中、マルティン・ルターは指輪の一つを落としたと伝えられており、その際ルターは「おい、悪魔たちよ、これはあなたたちには関係ない！」と叫んだという。
フィリップとマリアの結婚は、ポメラニアと帝国議会においてルター派を率いていたザクセンとが同盟を結ぶことを意味していた。この結婚は宗教改革者ヨハネス・ブーゲンハーゲンの仲立ちにより決められた。同年後半に、ポメラニアはシュマルカルデン同盟に加わった。
夫の死後、寡婦財産としてプダグラ地区を約束されていたマリアは、当初はウォルガスト城に住み続けた。1569年、息子エルンスト・ルートヴィヒが公領の統治を引き継ぎ、かつてのプダグラ修道院の領地からの収入をマリアに与え、1574年には取り壊された修道院の建物の材料を使ってプダグラ城を建設した。

## 子女
ポメラニア公フィリップ1世との間に以下の子女が生まれた。
- ゲオルク（1540年 - 1544年）
- ヨハン・フリードリヒ（1542年 - 1600年） - ポメラニア＝ヴォルガスト公
- ボギスラフ13世（1544年 - 1606年） - ポメラニア＝バルト公
- エルンスト・ルートヴィヒ（1545年 - 1592年） - ポメラニア＝ヴォルガスト公
- アマーリエ（1547年 - 1580年）
- バルニム10世（1549年 - 1603年） - ポメラニア＝リューゲンヴァルデ公
- エーリヒ（1551年）
- マルガレーテ（1553年 - 1581年） - 1574年にザクセン＝ラウエンブルク公フランツ2世と結婚
- アンナ（1554年 - 1626年） - 1588年にメクレンブルク＝ギュストロー公ウルリヒ3世と結婚
- カジミール6世（1557年 - 1605年） - カミエン司教